# Wald, Bern
Wald là một đô thị trong huyện Bern-Mittelland, bang Bern, Thụy Sĩ. Đô thị này có diện tích 13,3 km2, dân số thời điểm tháng 12 năm 2020 là 1160 người.